# Brachythecium pseudopopuleum
Brachythecium pseudopopuleum är en bladmossart som beskrevs av W. P. Schimper in Jaeger 1878. Brachythecium pseudopopuleum ingår i släktet gräsmossor, och familjen Brachytheciaceae. Inga underarter finns listade i Catalogue of Life.